# Kédougou (région)
Pour les articles homonymes, voir Kédougou (homonymie).
La région de Kédougou est l'une des 14 régions administratives du Sénégal. Frontalière avec le Mali et la Guinée, elle est située dans l'extrême sud-est du pays. Le chef-lieu régional est la ville de Kédougou. 

## Situation
La région est limitrophe de la région de Tambacounda au nord et à l'ouest, elle est frontalière du Mali à l'est et de la Guinée au sud.
|             | Tambacounda |       |
| Tambacounda | Kédougou    | Kayes |
| Boké        | Labé        |       |

## Histoire
Au moment de l'indépendance (1960), la région faisait partie du Sénégal oriental, l'une des sept entités d'alors. Puis elle a été intégrée dans la nouvelle région de Tambacounda, dont elle a été détachée en février 2008, en même temps qu'étaient créées d'autres régions telles que celles de Sédhiou et de Kaffrine.

## Organisation territoriale
Le ressort territorial actuel, ainsi que le chef-lieu des régions, départements et arrondissements sont ceux fixés par un décret du 10 septembre 2008 qui abroge toutes les dispositions antérieures contraires.
Depuis le redécoupage d'août 2008, la nouvelle région est divisée en 3 départements (qui correspondent territorialement aux 3 communes homonymes), eux-mêmes divisés en 6 arrondissements :
| Localité           | Localité  | Superficie (km2) | Population | Chef-lieu (commune) | Arrondissements           |
| Département        | Code ANSD | Superficie (km2) | 2014       | Chef-lieu (commune) | Arrondissements           |
| ------------------ | --------- | ---------------- | ---------- | ------------------- | ------------------------- |
| Kédougou           | 131       | 6 149            | 81 112     | Kédougou            | - Bandafassi - Fongolembi |
| Salemata           | 132       | 1 970            | 22 840     | Salemata            | - Dakateli - Dar Salam    |
| Saraya             | 133       | 8 777            | 52 399     | Saraya              | - Bembou - Sabodala       |
| Région de Kédougou | 13        | 16 896           | 156 351    | Kédougou            |                           |

## Géographie
Culminant au sud à 581 m et bordée à l'ouest par les collines du pays Bassari et le mont Assirik qui domine le Parc national du Niokolo-Koba à 311 m, c'est la région la plus montagneuse du pays. 
Elle est arrosée par le fleuve Gambie, encore proche de sa source dans le Fouta Djallon (Guinée), et ses affluents tels que le Niokolo Koba.

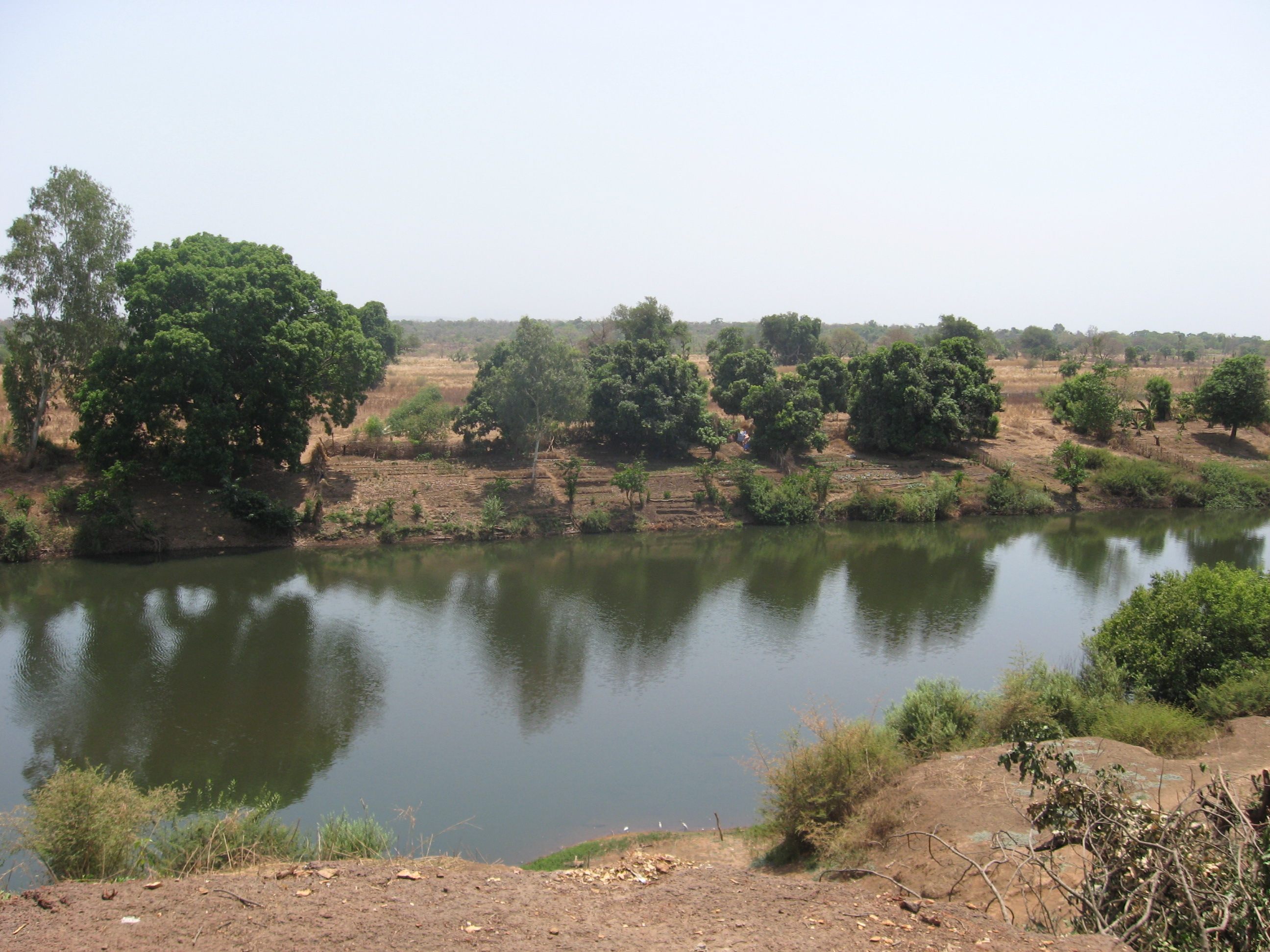
Le fleuve Gambie.
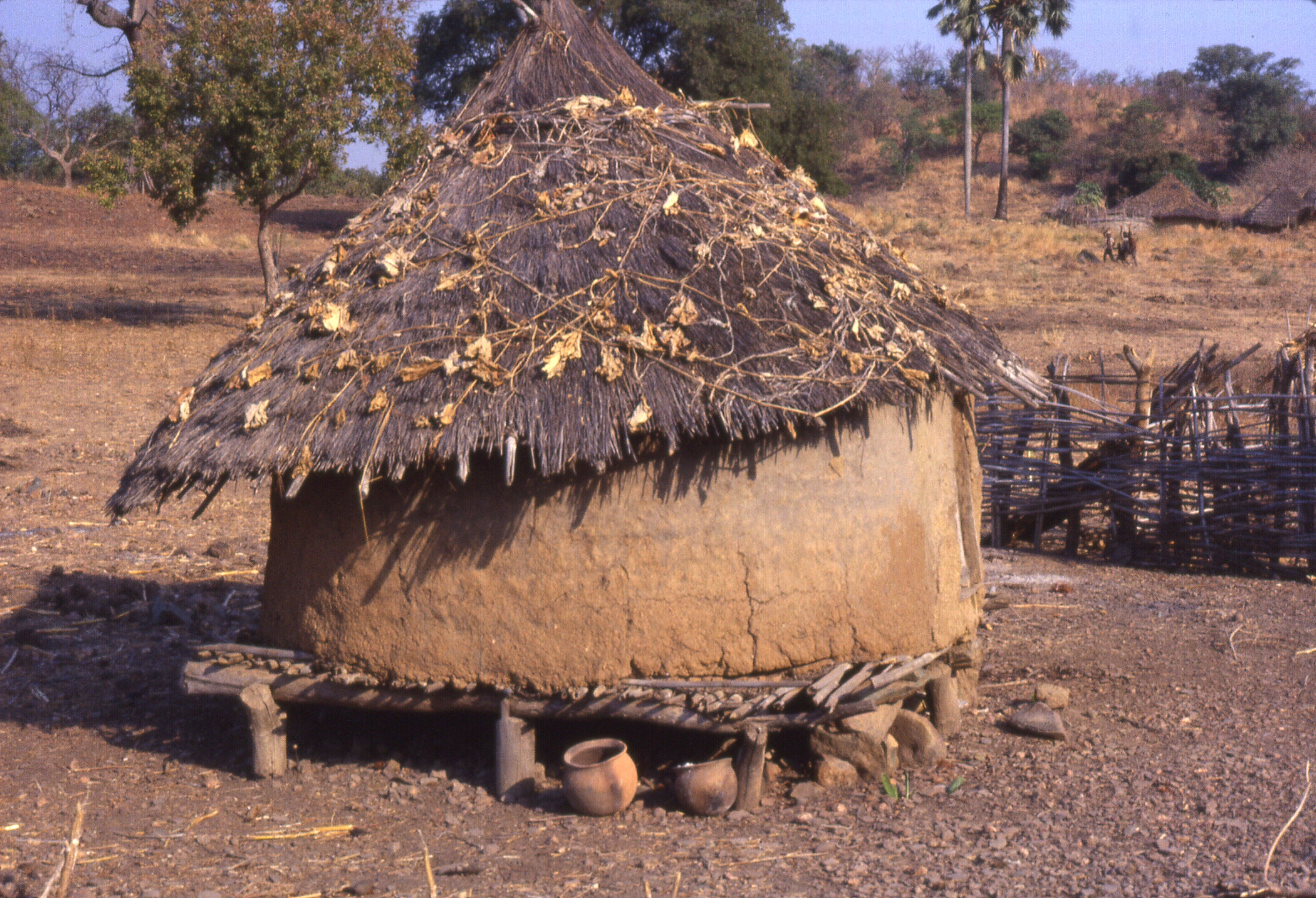
Grenier surélevé pour protéger les provisions des moisissures et des animaux.